# 1465 Autonoma
1465 Autonoma este un asteroid din centura principală, descoperit pe 20 martie 1938, de Arno Wachmann.